# 룽난시
룽난시(중국어: 陇南市, 병음: lǒngnán shì)은 중화인민공화국 간쑤성의 지급시이다.

## 지리
룽난은 간쑤성 남부에 위치하며 동쪽으로 산시성, 남쪽으로 쓰촨성과 접한다. 간쑤의 남쪽 관문이자 중국의 북서쪽 관문으로 불린다. 룽난의 주요한 지리적 특징으로 동쪽으로는 칭바산맥이 북쪽으로는 황투고원이, 서쪽으로 티베트고원이 위치한다. 동쪽은 웨이허 분지의 일부이고 남쪽은 쓰촨 분지의 일부이다. 해발고도의 범위는 800~4,200m이다. 룽난의 세 주요 강으로 바이룽강(白龙江), 바이수이(白水), 자링강(嘉陵江)이 있다. 게다가 3개의 강은 3,800개가 넘는 시내와 샛강이 있다. 이 강들의 연 유수량의 합계는 280억 m3가 넘는다.

## 기후
이 지역 대부분의 연평균 기온의 범위는 10 °C에서 15 °C 사이이다. 연평균 강수량은 400mm이다. 무상일수는 160~280일 사이이다. 연일조시간은 1,900시간이다.
| 룽난시 우두구의 기후                                          | 룽난시 우두구의 기후 | 룽난시 우두구의 기후 | 룽난시 우두구의 기후 | 룽난시 우두구의 기후 | 룽난시 우두구의 기후 | 룽난시 우두구의 기후 | 룽난시 우두구의 기후 | 룽난시 우두구의 기후 | 룽난시 우두구의 기후 | 룽난시 우두구의 기후 | 룽난시 우두구의 기후 | 룽난시 우두구의 기후 | 룽난시 우두구의 기후 |
| 월                                                            | 1월                  | 2월                  | 3월                  | 4월                  | 5월                  | 6월                  | 7월                  | 8월                  | 9월                  | 10월                 | 11월                 | 12월                 | 연간                 |
| ------------------------------------------------------------- | -------------------- | -------------------- | -------------------- | -------------------- | -------------------- | -------------------- | -------------------- | -------------------- | -------------------- | -------------------- | -------------------- | -------------------- | -------------------- |
| 역대 최고 기온 °C (°F)                                        | 15.3 (59.5)          | 21.6 (70.9)          | 29.2 (84.6)          | 33.2 (91.8)          | 35.7 (96.3)          | 37.6 (99.7)          | 38.3 (100.9)         | 38.6 (101.5)         | 37.0 (98.6)          | 29.2 (84.6)          | 23.0 (73.4)          | 17.3 (63.1)          | 38.6 (101.5)         |
| 일평균 최고 기온 °C (°F)                                      | 8.5 (47.3)           | 11.9 (53.4)          | 17.0 (62.6)          | 22.9 (73.2)          | 26.5 (79.7)          | 29.4 (84.9)          | 31.3 (88.3)          | 30.6 (87.1)          | 25.2 (77.4)          | 19.8 (67.6)          | 15.1 (59.2)          | 9.6 (49.3)           | 20.7 (69.2)          |
| 일일 평균 기온 °C (°F)                                        | 3.8 (38.8)           | 7.0 (44.6)           | 11.5 (52.7)          | 16.7 (62.1)          | 20.3 (68.5)          | 23.5 (74.3)          | 25.6 (78.1)          | 24.9 (76.8)          | 20.4 (68.7)          | 15.3 (59.5)          | 10.3 (50.5)          | 4.8 (40.6)           | 15.3 (59.6)          |
| 일평균 최저 기온 °C (°F)                                      | 0.2 (32.4)           | 3.3 (37.9)           | 7.4 (45.3)           | 12.0 (53.6)          | 15.5 (59.9)          | 19.0 (66.2)          | 21.2 (70.2)          | 20.8 (69.4)          | 17.0 (62.6)          | 12.1 (53.8)          | 6.7 (44.1)           | 1.1 (34.0)           | 11.4 (52.5)          |
| 역대 최저 기온 °C (°F)                                        | −7.5 (18.5)          | −7.8 (18.0)          | −3.6 (25.5)          | −2.1 (28.2)          | 5.1 (41.2)           | 10.1 (50.2)          | 14.8 (58.6)          | 12.3 (54.1)          | 8.4 (47.1)           | 0.9 (33.6)           | −4.8 (23.4)          | −8.6 (16.5)          | −8.6 (16.5)          |
| 평균 강수량 mm (인치)                                         | 1.6 (0.06)           | 2.9 (0.11)           | 14.0 (0.55)          | 34.7 (1.37)          | 67.3 (2.65)          | 65.8 (2.59)          | 84.5 (3.33)          | 78.8 (3.10)          | 70.4 (2.77)          | 42.6 (1.68)          | 7.2 (0.28)           | 0.6 (0.02)           | 470.4 (18.51)        |
| 평균 강수일수 (≥ 0.1 mm)                                      | 1.9                  | 2.6                  | 6.9                  | 9.0                  | 13.1                 | 11.4                 | 11.1                 | 11.3                 | 12.8                 | 12.1                 | 4.2                  | 0.9                  | 97.3                 |
| 평균 강설일수                                                 | 4.5                  | 2.7                  | 0.6                  | 0.1                  | 0                    | 0                    | 0                    | 0                    | 0                    | 0                    | 0.4                  | 1.8                  | 10.1                 |
| 평균 상대 습도 (%)                                            | 49                   | 49                   | 49                   | 50                   | 54                   | 58                   | 60                   | 62                   | 67                   | 67                   | 58                   | 51                   | 56                   |
| 평균 월간 일조시간                                            | 146.0                | 129.5                | 155.0                | 181.2                | 191.4                | 174.8                | 197.9                | 195.2                | 127.9                | 124.8                | 142.9                | 155.9                | 1,922.5              |
| 가능 일조율                                                   | 46                   | 41                   | 41                   | 46                   | 44                   | 41                   | 46                   | 48                   | 35                   | 36                   | 46                   | 51                   | 43                   |
| 출처: 중국기상국 (평년값: 1991년~2020년, 극값: 1971년~2010년) |                      |                      |                      |                      |                      |                      |                      |                      |                      |                      |                      |                      |                      |

## 역사
룽난에서는 최소한 7000년 전부터 사람이 살기 시작했다. 5000년 전에서 6000년 전 사이에 시한수이(西汉水)와 바이룽 강(白龙江)을 따라 문명이 발달했다. 리 현과 우두의 안핑 둘 다 고대의 유적이 있다. 룽난은 중국의 역사에서 아주 중요하고 중국 전체를 최초로 통일한 진나라의 발상지로 여겨진다. 무도현은 진나라 때 설치된 것이다. 도자기, 청동, 동전을 포함한 진나라의 유물들이 여전히 흔하게 발견된다.

## 경제
2004년 룽난의 GDP는 633만 8,000위안으로 전년에 비해 12% 성장하였다.
중요 농산품으로 곡물과 한의학 약재, 식물성 유지, 과일, 견과류, 장과류, 야채가 있다.
석탄, 구리, 납, 아연, 석유, 금은 모두 룽난의 주요 광물자원들이다. 시멘트와 다른 건자재들도 이곳에서 생산된다.

## 행정구역

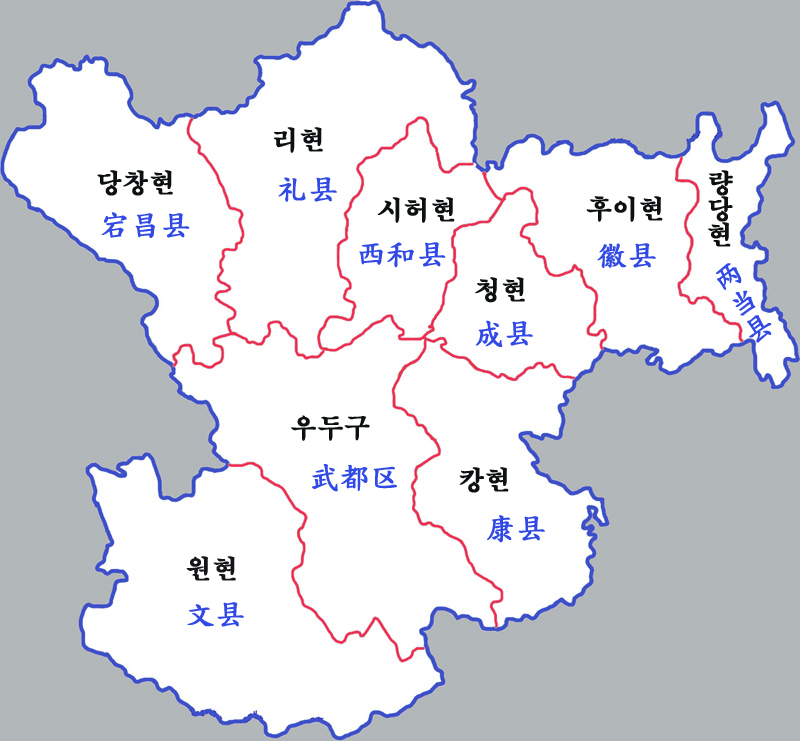
룽난 시 현급 행정구역도

1개의 시할구, 8개의 현을 관할한다.
- 시할구
  - 우두 구(武都区)
- 현
  - 청 현(成县)
  - 당창 현(宕昌县)
  - 캉 현(康县)
  - 원 현(文县)
  - 시허 현(西和县)
  - 리 현(礼县)
  - 량당 현(两当县)
  - 후이 현(徽县)

## 교통

### 항공
- 룽난 청저우 공항

### 철도
- 롱난 역